# KCNJ5
KCNJ5 (англ. Potassium voltage-gated channel subfamily J member 5) – білок, який кодується однойменним геном, розташованим у людей на короткому плечі 11-ї хромосоми.  Довжина поліпептидного ланцюга білка становить 419 амінокислот, а молекулярна маса — 47 668.
| 10         |  | 20         |  | 30         |  | 40         |  | 50         |
| ---------- |  | ---------- |  | ---------- |  | ---------- |  | ---------- |
| MAGDSRNAMN |  | QDMEIGVTPW |  | DPKKIPKQAR |  | DYVPIATDRT |  | RLLAEGKKPR |
| QRYMEKSGKC |  | NVHHGNVQET |  | YRYLSDLFTT |  | LVDLKWRFNL |  | LVFTMVYTVT |
| WLFFGFIWWL |  | IAYIRGDLDH |  | VGDQEWIPCV |  | ENLSGFVSAF |  | LFSIETETTI |
| GYGFRVITEK |  | CPEGIILLLV |  | QAILGSIVNA |  | FMVGCMFVKI |  | SQPKKRAETL |
| MFSNNAVISM |  | RDEKLCLMFR |  | VGDLRNSHIV |  | EASIRAKLIK |  | SRQTKEGEFI |
| PLNQTDINVG |  | FDTGDDRLFL |  | VSPLIISHEI |  | NQKSPFWEMS |  | QAQLHQEEFE |
| VVVILEGMVE |  | ATGMTCQARS |  | SYMDTEVLWG |  | HRFTPVLTLE |  | KGFYEVDYNT |
| FHDTYETNTP |  | SCCAKELAEM |  | KREGRLLQYL |  | PSPPLLGGCA |  | EAGLDAEAEQ |
| NEEDEPKGLG |  | GSREARGSV  |  |            |  |            |  |            |

A: Аланін

C: Цистеїн

D: Аспарагінова кислота

E: Глутамінова кислота

F: Фенілаланін

G: Гліцин

H: Гістидин

I: Ізолейцин

K: Лізин

L: Лейцин

M: Метіонін

N: Аспарагін

P: Пролін

Q: Глутамін

R: Аргінін

S: Серин

T: Треонін

V: Валін

W: Триптофан

Кодований геном білок за функціями належить до іонних каналів, потенціалзалежних каналів. 
Задіяний у таких біологічних процесах як транспорт іонів, транспорт, транспорт калію. 
Білок має сайт для зв'язування з калію. 
Локалізований у мембрані.